# Mirosław Ślusarczyk
Mirosław Stanisław Ślusarczyk – polski biolog, dr hab. nauk biologicznych, profesor uczelni w  Instytucie Biologii Funkcjonalnej i Ekologii Wydziału Biologii Uniwersytetu Warszawskiego.

## Życiorys
W 1991 r. otrzymał magisterium na Uniwersytecie Warszawskim, w 1999 r. obronił pracę doktorską pt. Diapauza jako mechanizm obrony przed drapieżnictwem u Daphnia magna Straus, której promotorem był prof. Zbigniew Maciej Gliwicz. W 2000 r. rozpoczął pracę na UW. W 2012 r. habilitował się na podstawie pracy zatytułowanej Diapauza jako mechanizm dyspersji w czasie i przestrzeni u skorupiaków planktonowych z rodzaju Daphnia. 
Należy do Rady Dyscypliny Naukowej – Nauk Biologicznych Uniwersytetu Warszawskiego. 